# Hutchinson (Minnesota)
Hutchinson ist eine Stadt (mit dem Status „City“) im McLeod County im mittleren Süden des US-amerikanischen Bundesstaates Minnesota. Das U.S. Census Bureau hat bei der Volkszählung 2020 eine Einwohnerzahl von 14.599 ermittelt.

## Geografie
Hutchinson liegt auf 44°53′20″ nördlicher Breite und 94°22′30″ westlicher Länge. Die Stadt erstreckt sich über 23,36 km², die sich auf 22,27 km² Land- und 1,09 km² Wasserfläche verteilen. Hutchinson wird vom südlichen Arm des Crow River durchflossen, einem rechten Nebenfluss des oberen Mississippi. Im Westen wird das Stadtgebiet durch den Campbell Lake und den Otter Lake begrenzt, zwei Stauseen, die durch das Aufstauen des Crow River und  eines Nebenflusses entstanden sind.
Benachbarte Orte von Hutchinson sind Cedar Mills (14,2 km nordwestlich), Darwin (27,8 km  nördlich), Dassel (25,3 km nordnordöstlich), Silver Lake (16,5 km östlich), Biscay (11,4 km südöstlich) und Brownton (19,7 km südlich).
Die nächstgelegenen größeren Städte sind Minneapolis (98,8 km östlich), Minnesotas Hauptstadt Saint Paul (115 km in der gleichen Richtung), Rochester (230 km südöstlich), Sioux Falls in South Dakota (300 km südwestlich) und Fargo in North Dakota (346 km nordwestlich).

## Verkehr
Im Stadtgebiet von Hutchinson treffen die Minnesota State Routes 7, 15, 22 und 25 zusammen. Alle weiteren Straßen innerhalb von Hutchinson sind untergeordnete Fahrwege oder innerstädtische Verbindungsstraßen.
Mit dem Hutchinson Municipal Airport befindet sich ein kleiner Flugplatz im Süden des Stadtgebiets. Der nächste Großflughafen ist der Minneapolis-Saint Paul International Airport (101 km östlich).

## Demografische Daten
Nach der Volkszählung im Jahr 2010 lebten in Hutchinson 14.178 Menschen in 5950 Haushalten. Die Bevölkerungsdichte betrug 636,6 Einwohner pro Quadratkilometer. In den 5950 Haushalten lebten statistisch je 2,34 Personen.
Ethnisch betrachtet setzte sich die Bevölkerung zusammen aus 95,4 Prozent Weißen, 0,9 Prozent Afroamerikanern, 0,3 Prozent amerikanischen Ureinwohnern, 1,1 Prozent Asiaten, 0,1 Prozent Polynesiern sowie 0,9 Prozent aus anderen ethnischen Gruppen; 1,3 Prozent stammten von zwei oder mehr Ethnien ab. Unabhängig von der ethnischen Zugehörigkeit waren 3,8 Prozent der Bevölkerung spanischer oder lateinamerikanischer Abstammung.
26,6 Prozent der Bevölkerung waren unter 18 Jahre alt, 57,9 Prozent waren zwischen 18 und 64 und 15,5 Prozent waren 65 Jahre oder älter. 51,2 Prozent der Bevölkerung war weiblich.

Das mittlere jährliche Einkommen eines Haushalts lag bei 53.288 USD. Das Pro-Kopf-Einkommen betrug 29.408 USD. 8,4 Prozent der Einwohner lebten unterhalb der Armutsgrenze.

## Söhne und Töchter
- John W. Foss (1933–2020), Offizier und General der US Army
- John Jeremiah McRaith (1934–2017), römisch-katholischer Geistlicher, Bischof von Owensboro
- Lindsay Whalen (* 1982), Basketballspielerin